# Гругман, Рафаэль Абрамович
Рафаэль (Рафаил) Абрамович Гругман (род. 16 октября 1948, Одесса, УССР, СССР) — писатель, журналист, инженер, программист, преподаватель.

## Биография
Родился 16 октября 1948 года в Одессе в семье служащего завода «Кинап» Абрама Борисовича Гругмана и учительницы начальных классов Евгении Самойловны Ривилис, выпускницы 1937 года литературного факультета еврейского сектора Одесского учительского института. Выпуск 1937 года оказался последним, почти весь профессорско-преподавательский состав был арестован .
В 1966 году окончил одесскую школу № 39, в 1971 году — Новосибирский электротехнический институт (НЭТИ).
В студенческие годы печатался в новосибирских газетах «Советская Сибирь», «Молодость Сибири», работал литсотрудником газеты «Энергия», учёбу совмещал с научно-исследовательской работой на кафедре истории КПСС.
В 1971 году вернулся в Одессу и вплоть до распада СССР работал в конструкторском бюро. Автор более чем 50 авторских свидетельств и статей в московских технических журналах.
С началом перестройки вернулся в журналистику. Печатался в газетах «Вечерняя Одесса», «Одесский Вестник», «Всемирные Одесские Новости», «Порто-Франко», в альманахе «Дерибасовская-Ришельевская».
В 1993—1994 годах был редактором «Ха-Мелиц», первой еврейской газеты, выходившей в Одессе в постсоветское время, тогда же активно сотрудничал с Израильским фондом культуры и просвещения в диаспоре и с одесским обществом еврейской культуры.
В 1994 году была опубликована первая художественная книга «Невеста моря», на следующий год вторая — «Боря, выйди с моря».
В 1996 году эмигрировал в США. В Нью-Йорке работал в Интернет-компании, руководителем группы в IBM, с 1997 года — преподаватель нью-йоркского колледжа.
Повести и рассказы печатались в русскоязычных газетах Нью-Йорка и Сан-Франциско, в русскоязычных израильских журналах «Kol-Ha-Uma» и «Мы здесь». В 2008 году издательство Liberty Publishing House (Нью-Йорк) опубликовало роман-антиутопию Nontraditional Love, номинированный на Award for Excellence in Russian to English Literary Translation — 2009 Rossica Translation Prize (лондонская книжная ярмарка, 2009).
Автор художественных и исторических книг, изданных на русском, украинском и английском языках в России, Украине, США и Израиле.
Автор петиции к Конгрессу и Президенту США Дональду Траму, вызвавшей бурное обсуждение в англоязычных и русскоязычных социальных cетях: Romania escaped a trial for the Holocaust. Initiate a case The US versus Fascist Romania 
30 марта 2020 года на радио Чикаго, «RadioNVC», и 2 апреля в Интернет-газете «Континент» заявил, что Крым вернётся в состав Украины и предстоит третий распад Российской империи.

## Книга «Nontraditional Love»: за и против
Опубликованный на английском языке роман-антиутопия «Nontraditional Love» (США, 2008) описывает оруэлловский мир, в котором разнополые браки и интимные отношения между мужчиной и женщиной запрещены, мировая история, Библия и классические произведения мировой литературы фальсифицированы, поддерживая идеологию гомосексуального мира. Действие романа происходит в США в XXIII веке. В альтернативном мире нетрадиционная любовь — это тайная любовь мужчины и женщины, которые вынуждены скрывать свои чувства, маскироваться: он — под гея, она — под лесбиянку.
Книга произвела общественный резонанс, её критиковали как противники, так и сторонники однополой любви и однополых браков, отмечая (профессор Мариано Родригес), что тема гомосексуальности долгие годы отсутствовала в жанре антиутопии и эта книга является своего рода уникальной и первой после эпохи длительного молчания.
Мариано Мартин Родригес, доктор филологических наук и член исследовательской группы HISTOPIA при Мадридском университете (Universidad Autónoma de Madrid), занимающейся проблемами утопии и истории будущего, написал в реферате (Анти-)гомосексуальная литературная утопия на английском и романских языках: Обзор: «Сознательно или несознательно, книга Гругмана является отражением современных рассуждений, направленных против стремления геев и лесбиянок к самоутверждению и лежащих в основе законодательных актов, принимаемых для пресечения любой формы предполагаемого распространения идеи гомосексуализма. Гомосексуальность представляется, как угроза для общества в целом, и Гругман в своей антиутопии просто обращает эту угрозу в реальность. Так или иначе, Гругман предлагает самый последний образчик анти-геевской утопии в то время, когда гомосексуальность практически исчезла из жанра утопии, за исключением небольшого числа обращений к нему со стороны самих гомосексуалистов после длительного молчания за завесой секретности».
Дебби Поуп, «Свобода жанра: сексуальность в научно-фантастической литературе», журнал «Lateral Magazine», март 2016-го: «В книге Рафаэля Гругмана „Нетрадиционная любовь“ (2008), представлено, как ещё один виток развития современного общества, перевёрнутое с ног на голову общество, в котором гетеросексуальность поставлена вне закона, а гомосексуальность является нормой. <…> В качестве кивка в сторону всегда прогрессивной Голландии, это страна описывается, как единственная достаточно передовая, в которой разрешены разнополые браки. Это, вероятно, самый очевидный пример осознанной отчуждённости. Автор заставляет читателя войти в положение угнетённого путём моделирования всего мира противоположностей вокруг в меру „нормального“ поборника гетеросексуальности. Гетеросексуальный читатель сможет не только идентифицировать себя с главным героем, но и погрузиться в мир, столь же репрессивный и нетерпимый, каким был реальный мир для гомосексуалистов и лесбиянок на протяжении всей истории человечества».

## Книга «Женщина и война. От любви до насилия»
«Независимая газета». «Пять книг недели»: «Многие века литература на военную тему в основном рассказывала о битвах мужчин с мужчинами, а женщинам отводилась роль прекрасных дам, благословляющих своих рыцарей на подвиги. <…> Рафаэль Гругман решил взглянуть на войну «под другим ракурсом», показать, как Светлана Алексиевич, её неженское лицо и рассказать «о том, что стыдливо замалчивалось и замалчивается». Его книга — о «человеческом (женском) измерении Второй мировой войны. Всё оказалось вперемешку в самой кровопролитной бойне в истории человечества: любовь, секс и война. Искренние чувства, необузданная похоть, любовь, тонны крови и миллионы смертей. Подробности — в главах «Забытые девчонки», «Партизанская жена», «Женщины, изнасилованные войной», «Шалить можно — жениться, выходить замуж нельзя!», «Армейские бордели вермахта» <…>» .

## Художественные книги на русском языке
- Невеста моря. — Одесса: Титул, 1994.
- Боря, выйди с моря. — Одесса: Зюйд-Вест, 1995.
- Нужна мне ваша фаршированная рыба. — Одесса: Печатный Дом, 2004.
- Боря, выйди с моря — 2. Одесские рассказы. — М.: Родина, 2019.
- Запретная любовь. Forbidden Love — М.: Родина, 2020.
- Завещание Мазепы, князя Священной Римской империи, открывшееся в Одессе праправнуку Бонапарта — М.: Родина, 2021.
- Кролик для вождя.

## Художественные книги на английском языке
- Nontraditional Love — Нью-Йорк: Liberty Publishing House, 2008.
- Napoleon’s Great-Great-Grandson Speaks —  Strelbytskyy Multimedia Publishing, 2017.
- The Messiah Who Might Have Been. I Was Churchill's Mistress —  Strelbytskyy Multimedia Publishing, 2018.

## Нон-фикшн (исторические) книги на русском языке
- Владимир Жаботинский, неукротимый Самсон — Израиль, Герцлия, Isradon, 2010.
- Советский квадрат: Сталин-Хрущёв-Берия-Горбачёв — СПб.: Питер, 2011.
- Светлана Аллилуева. Пять жизней — Ростов: Феникс, 2012.
- Жаботинский и Бен-Гурион: правый и левый полюсы Израиля — Ростов: Феникс, 2014.
- Смерть Сталина. Все версии и ещё одна— Москва: Эксмо, Алгоритм, 2016.
- Светлана Аллилуева — Пастернаку. «Я перешагнула мой Рубикон». — Москва: Алгоритм, 2018.
- Женщина и война. От любви до насилия — Москва: Алгоритм, 2018.
- Женщина и война. Любовь, секс и насилие —  Strelbytskyy Multimedia Publishing, 2022
- Смерть Сталина. Все версии и ещё одна — Москва: Эксмо, Родина, 2021.

## Нон-фикшн (исторические) книги на украинском языке
- Військові злочини проти жінок. The War Crimes Against Women — Харків: ВД «Фабула», 2023.
- Злочини проти жінок під час війни — Харків: ВД «Фабула», 2024.

## В Интернете
- Рафаэль Гругман — «Русский Базар»
- РОКОВАЯ КОМАНДА
- РАФАИЛ ГРУГМАН. НУЖНА МНЕ ВАША ФАРШИРОВАННАЯ РЫБА
- РАФАИЛ ГРУГМАН. ЭТО БЫЛО В ОДЕССЕ
- РАФАИЛ ГРУГМАН.ЕВРЕЙСКОЕ КЛАДБИЩЕ